# Секонди Такоради
Секонди Такоради је град у Гани, настао спајањем градова Секонди и Такоради. Налази се у Западној регији, њен је главни и највећи град, а представља и индустријски и регионални центар. Према попису из 2012. године, у граду је живело 445,205 становника. Главне индустрије у граду су дрвна грађа, бродоградња и експлатисање сирове нафте. Највећи број становника града бави се риболовом. Секонди Такоради се налази на главним железничким линијама, између градова Акра и Кумаси.

## Историја
Секонди, старији и већи град, био је седиште холандског Форт Оранџа 1642. и енглеског Форд Секондија, 1682. године. Железница је уведена 1903. године кроз град, у њему се развило дубокоморско рибарство, а морска лука направљена је 1928. године и била је прва у Гани.
Током Другог светско рата Краљевско ратно ваздухопловство Такоради било је важно подручје за британске авионе који су ишли ка Египту. Супермарин спитфајери били су испоручени у сандуцима из Велике Британије у Такоради, где су састављени, а потом летели преко Нигерије и Судана ка Либији, за време рата. Ескадрони Јужноафричког ратног ваздухопловства такође су били смештени у Такорадију за време Другог светског рата и летели преко Атлантског океана. Један број срушених летелица закопан је на гробљу авиона у околини Такорадија.
Градови Секонди и Такоради спојени су 20. новембра 1946. године, а град је тада постао седиште римокатоличке епархије секонди—такоради.
Град још зову и Нафтни град Гане (незванично), због масивног откривања нафте у Западном региону Гане, због чега је привукао велики број људи широм света. Од 248.680 становника на подручју централног дела града, само 92.000 њих рођено је у овом региону. Око 60.000 становника стигло је из Централне регије Гане, 20.000 из Ашанти региона, а остали из Акре.

## Демографија
Становништво Секонди Такоради града је претежно хришћанско. Харизматичном покрету припада 35% грађана, 26% њих су протестанти, а 14% католици, док су преосталих 12% други хришћани. Муслимани чине 9% становништва града, 3,5% становника изјаснило се као нерелигиозно, док 0,2% становништва града практикује традиционалне афричке религије.
Раст броја становника у Секонди био је почетком 20. века. Године 1901. према попису у граду је било 616 жена и 3499 мушкараца, а 1911. године у граду је живело 9122 становника.

## Економија
Такоради је лучки град и има дрвну, енергетску и технолошку индустрију. Током година је привукао велики број инвеститора, укључујући и рударе, јер је град близак рударским градовима у Западном региону Гане.

## Туризам
Секонди Такоради има велики број плажа, што највише привлачи туристе, заједно са великим бројем ресторана који служе традиционална јела ганска и афричке кухиње. Град има неколико одмаралишта, а једном годишње одржава се улични карневал, који привуче велики број туриста. У непосредној близини града налази се село Нзулезо које је велика туристичка атракција у Западној регији Гане.

## Клима
| Клима Секонди Такоради        | Клима Секонди Такоради | Клима Секонди Такоради | Клима Секонди Такоради | Клима Секонди Такоради | Клима Секонди Такоради | Клима Секонди Такоради | Клима Секонди Такоради | Клима Секонди Такоради | Клима Секонди Такоради | Клима Секонди Такоради | Клима Секонди Такоради | Клима Секонди Такоради | Клима Секонди Такоради |
| Показатељ \ Месец             | .Јан.                  | .Феб.                  | .Мар.                  | .Апр.                  | .Мај.                  | .Јун.                  | .Јул.                  | .Авг.                  | .Сеп.                  | .Окт.                  | .Нов.                  | .Дец.                  | .Год.                  |
| ----------------------------- | ---------------------- | ---------------------- | ---------------------- | ---------------------- | ---------------------- | ---------------------- | ---------------------- | ---------------------- | ---------------------- | ---------------------- | ---------------------- | ---------------------- | ---------------------- |
| Апсолутни максимум, °C (°F)   | 35,0 (95)              | 35,5 (95,9)            | 35,0 (95)              | 34,6 (94,3)            | 34,6 (94,3)            | 32,3 (90,1)            | 31,8 (89,2)            | 30,4 (86,7)            | 31,2 (88,2)            | 32,0 (89,6)            | 34,5 (94,1)            | 34,2 (93,6)            | 35,5 (95,9)            |
| Максимум, °C (°F)             | 30,4 (86,7)            | 31,0 (87,8)            | 31,3 (88,3)            | 31,1 (88)              | 30,2 (86,4)            | 28,4 (83,1)            | 27,3 (81,1)            | 26,8 (80,2)            | 27,6 (81,7)            | 28,8 (83,8)            | 30,0 (86)              | 30,3 (86,5)            | 29,4 (84,9)            |
| Просек, °C (°F)               | 26,2 (79,2)            | 26,9 (80,4)            | 27,2 (81)              | 27,2 (81)              | 26,7 (80,1)            | 25,6 (78,1)            | 24,8 (76,6)            | 24,1 (75,4)            | 24,6 (76,3)            | 25,5 (77,9)            | 26,2 (79,2)            | 26,2 (79,2)            | 26,0 (78,8)            |
| Минимум, °C (°F)              | 21,8 (71,2)            | 22,6 (72,7)            | 23,1 (73,6)            | 23,2 (73,8)            | 23,1 (73,6)            | 22,8 (73)              | 21,8 (71,2)            | 21,1 (70)              | 21,7 (71,1)            | 22,1 (71,8)            | 22,2 (72)              | 22,1 (71,8)            | 22,3 (72,1)            |
| Апсолутни минимум, °C (°F)    | 16,1 (61)              | 18,3 (64,9)            | 20,6 (69,1)            | 20,6 (69,1)            | 20,0 (68)              | 19,4 (66,9)            | 17,2 (63)              | 16,1 (61)              | 17,8 (64)              | 18,9 (66)              | 18,9 (66)              | 16,1 (61)              | 16,1 (61)              |
| Количина падавина, mm (in)    | 31 (1,22)              | 35 (1,38)              | 79 (3,11)              | 115 (4,53)             | 250 (9,84)             | 346 (13,62)            | 120 (4,72)             | 43 (1,69)              | 57 (2,24)              | 138 (5,43)             | 77 (3,03)              | 31 (1,22)              | 1,322 (52,05)          |
| Дани са падавинама (≥ 0.3 mm) | 3                      | 4                      | 7                      | 10                     | 17                     | 19                     | 13                     | 11                     | 13                     | 14                     | 10                     | 5                      | 126                    |
| Релативна влажност, %         | 86                     | 85                     | 83                     | 84                     | 84                     | 86                     | 87                     | 87                     | 87                     | 87                     | 86                     | 85                     | 86                     |
| Сунчани сати — месечни просек | 207,7                  | 209,1                  | 229,4                  | 216,0                  | 192,2                  | 132,0                  | 148,8                  | 133,3                  | 126,0                  | 195,3                  | 243,0                  | 229,4                  | 2.262,2                |
| Сунчани сати — дневни просек  | 6,7                    | 7,4                    | 7,4                    | 7,2                    | 6,2                    | 4,4                    | 4,8                    | 4,3                    | 4,2                    | 6,3                    | 8,1                    | 7,4                    | 6,2                    |
| Извор: Deutscher Wetterdienst |                        |                        |                        |                        |                        |                        |                        |                        |                        |                        |                        |                        |                        |

## Образовање
У граду се налази неколико средњих школа, колеџа и специјалних школа. Међу већим институцијама су Такоради политехнички институт, Колеџ за обуку медицинских сестара и асоцијација за новорођенчад (данас Колеџ Едукације).
Неке од средњих школа у Секонди Такорадију су:
- Средња школа Свети Никола
- Висока техничка школа
- Средња школа Такоради
- Висока техничка школа Бомпех
- Колеџ Секонди
- Висока женска школа Ахатмаман
- Средња школа Фиџаји
- Средња школа Адиембра
- Средња женска школе

У Такоради институту налази се хемијска лабораторија, која је модерно опремљена од стране Масачусетског технолошког института. Такоради има и добро опремљен центар за техничку обуку што је донација од Владе Немачке, а похађа га 1400 студената. У граду се налазе политехничке и друге средње школе као што су Ганска средња школа, Света Марија, Бомпекс, Такоради и друге. Такође, постоји велики број ценатара за обуку рада на рачунару, како би се подстакло упознавање са компјутером и стицање компјутерских вештина.
Библиотека Западног региона Гане основана је у Секондију 1995. године.

## Градови побратими
| Држава           | Град    | Држава/Дистрикт/Регион | Година |
| ---------------- | ------- | ---------------------- | ------ |
| Сједињене Државе | Бостон  | Масачусетс             | 2001   |
| Сједињене Државе | Оукланд | Калифорнија            | 1975   |
| Енглеска         | Плимут  | Девон                  | 2003   |

## Галерија
- Градска плажа
- Средња школа Свети Никола
- Девичанско острво у Секонди Такорадију
- Стадион Секонди Такоради
- Улазак у град

- Поглед из авиона на град
- Поглед са плаже
- Предео уз обалу